# Robert Krumbein
Robert Krumbein (* 5. Juni 1956 in Dormagen) ist ein deutscher Politiker der SPD.

## Ausbildung und Beruf
Nach dem Abitur im Jahr 1976 belegte Robert Krumbein von 1976 bis 1986 ein Studium der Politikwissenschaft und Rechtswissenschaft an den Universitäten Bonn und Köln. 1986 legte er das erste Staatsexamen ab. In den Jahren 1987 bis 1990 absolvierte er den juristischen Vorbereitungsdienst beim Oberlandesgericht Düsseldorf. Darauf folgte das Zweite Staatsexamen. Von Mai 1990 bis September 1992 war er Referent der Sozialdemokratischen Gemeinschaft für Kommunalpolitik Nordrhein-Westfalen (SGK NW). Von Oktober 1992 bis September 2008 war er stellvertretender Landesgeschäftsführer der SGK NW. Während seiner Zeit als Mitglied des Landtages von 1995 bis 2000 war er bei der SGK beurlaubt.

## Politik
Robert Krumbein ist seit dem Jahr 1972 Mitglied der SPD. Von 1981 bis 2008 war er Mitglied im Rat der Stadt Dormagen. Von 1984 bis 1989 fungierte er als stellvertretender Vorsitzender und in den Jahren 1989 bis 2008 war er Vorsitzender der SPD-Fraktion im Rat.
Robert Krumbein war vom 1. Juni 1995 bis zum 1. Juni 2000 direkt gewähltes Mitglied des 12. Landtags von Nordrhein-Westfalen für den Wahlkreis 051 Neuss II.
Im April 2008 wurde er zum Beigeordneten der Stadt Solingen gewählt. Er trat das Amt im Oktober 2008 an und leitete das Ressort 3 Bürgerservice, Recht, Soziales, Sicherheit und Ordnung bis September 2015. 
Seit dem 1. Oktober 2015 ist Krumbein wieder in der Dormagener Stadtverwaltung tätig. Dort ist er für die Fachbereiche Sicherheit und Ordnung, Bildung und Kultur sowie die Feuerwehr und den Rettungsdienst zuständig. Ab Januar 2016 soll er zudem die Aufgaben des dann in Ruhestand tretenden Dezernenten Gerd Trzeszkowski übernehmen. Dies sind die Fachbereiche Jugend, Soziales, Wohnen und Schule.